# Perosa Argentina
Perosa Argentina (piemontesisch Perosa, okzitanisch Peirosa) ist eine Gemeinde in der italienischen Metropolitanstadt Turin (TO), Region Piemont.

## Lage und Einwohner
Perosa Argentina liegt 57 km westlich von Turin im Val Chisone. Das Gemeindegebiet umfasst eine Fläche von 26 km² und hat 3077 Einwohner (Stand 31. Dezember 2023). Die Einwohnerzahl hat sich zwischen 1951 (4693 Einwohner) und 2001 (3731 Einwohner) um rund 20 % und seit 2001 nochmal um mehr als 5 % verringert.
Die Nachbargemeinden sind Coazze, Giaveno, Roure, Pinasca, Perrero, Pomaretto und Inverso Pinasca.

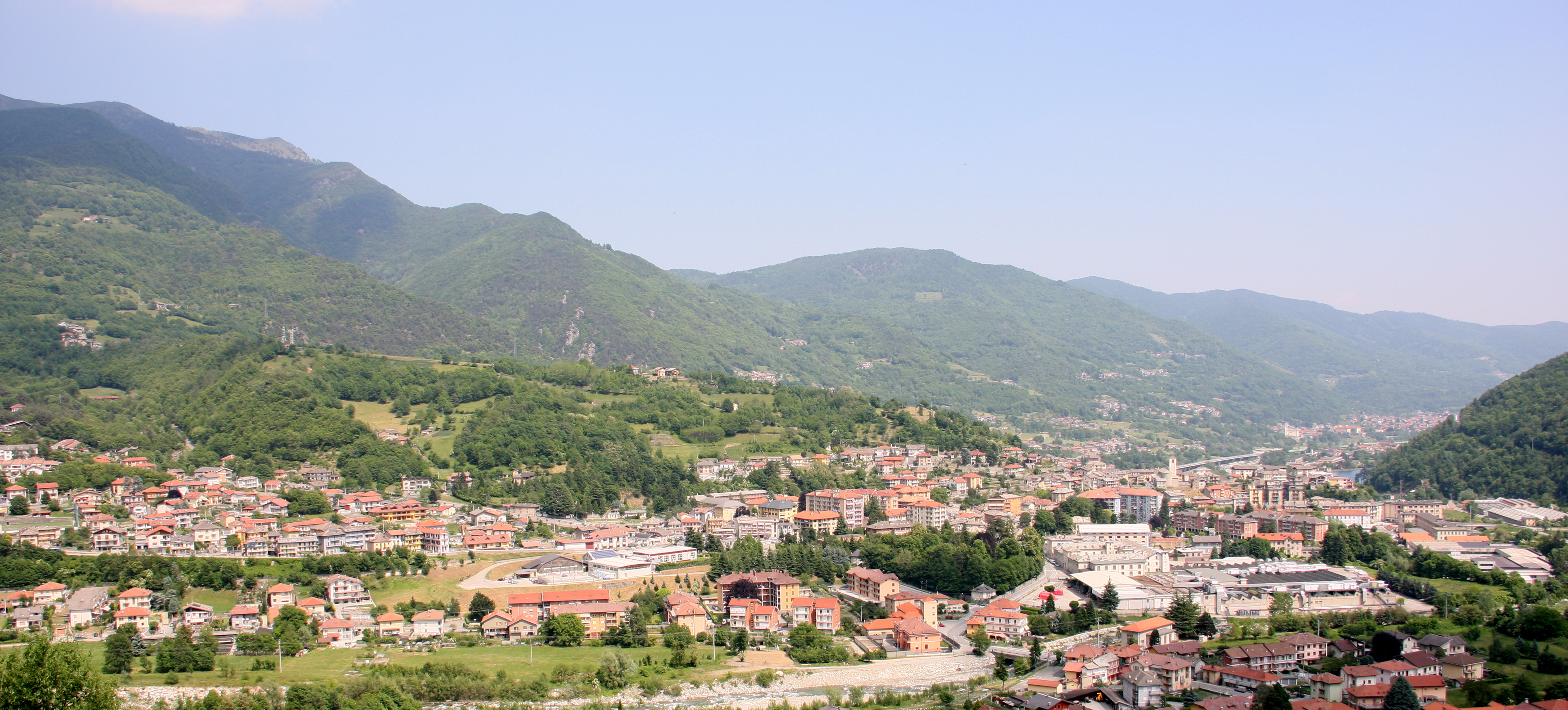
Ortsansicht

## Geschichte

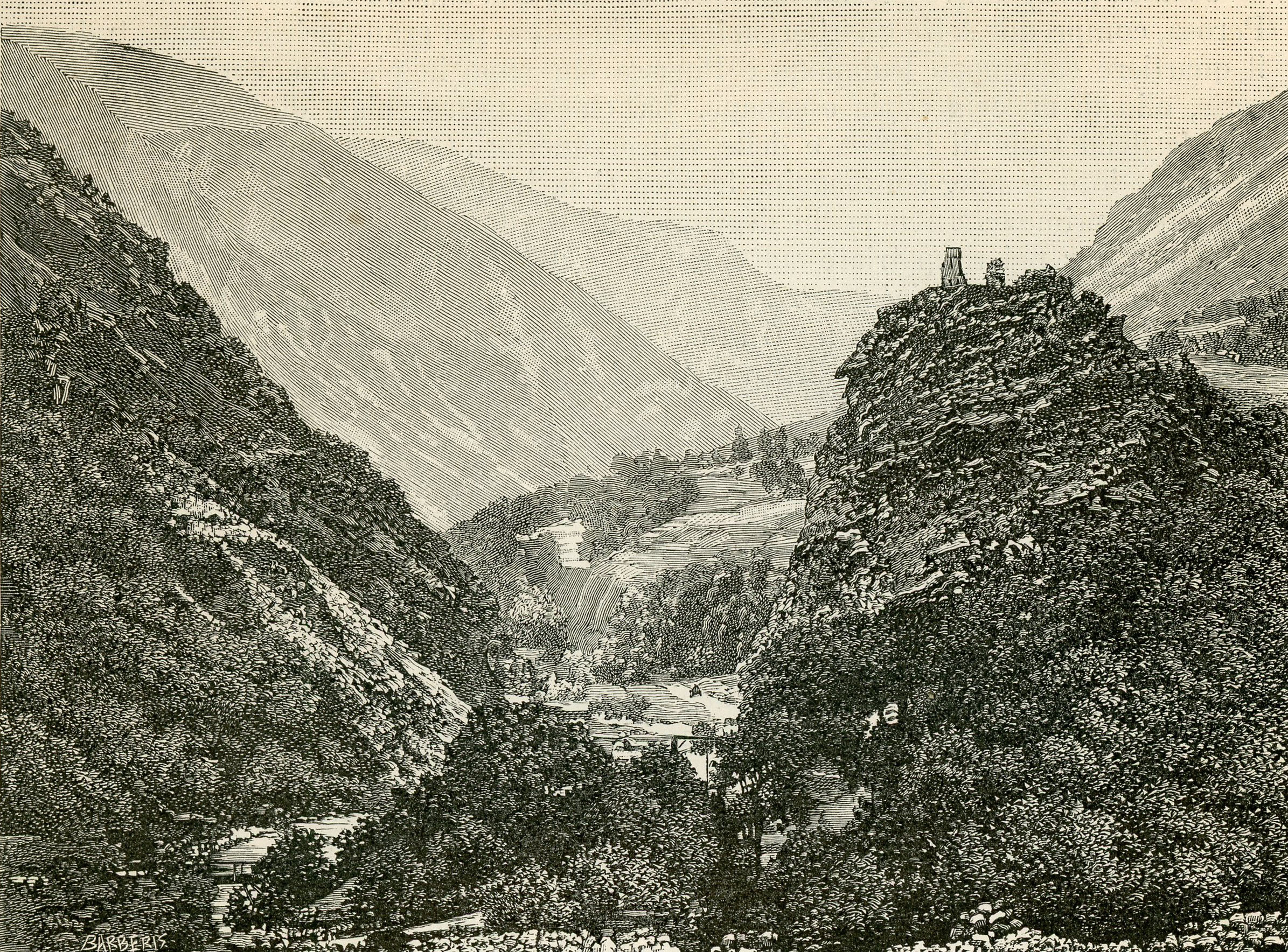
Festung Bec Dauphin

Perosa wird zum ersten Mal in einer Urkunde vom 8. September 1064 erwähnt, mit der Gräfin Adelaide von Savoyen (1092–1154), Witwe von Oddone von Savoyen, der von ihr gegründeten Benediktinerabtei S. Maria di Pinerolo alles schenkte die Rechte der feudalen Souveränität und des Landbesitzes über die Menschen und Güter der Täler Perosa und S. Martino. Der Hinweis bezieht sich auf Petrosa, um die Natur der Berglandschaft anzuzeigen, und auf „Podium Odonis“, abgeleitet vom Namen von Adelaides Ehemann, um den Hügel von Perosa Alta zu bezeichnen.
Ein paar Schritte von Perosa Argentina entfernt, in Bec Dauphin, finden wir die Überreste einer alten Festung, erbaut um 1240, von der heute nur noch wenige Steine übrig sind. Aufgrund seiner strategischen Lage stellt das Gebiet von Perosa Argentina seit der Antike einen Grenzpunkt dar.
Im Gebiet der Ortschaft, dem Chisonetal, wurde früher Silber abgebaut, im 19. und Anfang des 20. Jahrhunderts dominierte Textilindustrie die Wirtschaft. Gegenwärtig ist Perosa Argentina vor allem ein Dienstleistungszentrum mit Verwaltung, Geschäften, Schwimmbad und einem Museum über den italienischen Widerstandskampf gegen den Faschismus. Eine historisch interessierte Gruppe bemüht sich um den Aufbau eines Museums über die Industriekultur der Gegend.
Perosa Argentina ist die ursprüngliche Heimat der Gründer der 1699 gegründeten Waldenserkolonie Perouse in Baden-Württemberg (Deutschland).

## Persönlichkeiten
- Luigi Barral (1907–1962), italienisch-französischer Radrennfahrer
- Elfriede Schade (1930–2015), deutsche Malerin und Grafikerin
- Daniele Garrone (* 1954), waldensischer Alttestamentler